# William Cureton
William Cureton (1808 – 17 de junio de 1864) fue un orientalista inglés, conocido entre otras cosas por publicar la recensión breve de las cartas de Ignacio de Antioquía a partir de unos manuscritos siríacos encontrados por él en los desiertos de Nitria. Cureton postuló que las únicas cartas auténticas de Ignacio eran las descubiertas por él, lo que provocó un encendido debate en el siglo XIX.